# Mauzoleum Gally Placidie
Mauzoleum Gally Placidie je pozdně antická římská stavba v italské Ravenně z let 425–450, která byla roku 1996 zapsána na Seznam světového dědictví spolu se sedmi dalšími stavbami v Ravenně (Neonovo baptistérium; Nová bazilika svatého Apolináře; bazilika sv. Apolináře v Classe; Ariánské baptisterium; Arcibiskupská kaple sv. Ondřeje; Theodorichovo mausoleum; bazilika San Vitale), neboť patří k nejvýznamnějším raně křesťanským památkám.

## Historie
Galla Placidia byla sestra římského císaře Honoria a manželka císaře Constantia III. Císař Honorius si zvolil v roce 402 Ravennu jako hlavní město Západořímské říše. V té době byla zahájena výstavba mnohých památek. Galla Placidia také vládla jako císařovna-regentka, byla zbožná křesťanka a mecenáška, která se  zasloužila o zachování a rekonstrukci mnoha významných chrámů: římské baziliky sv. Pavla za hradbami,  chrámu Božího hrobu v Jeruzalémě a v Ravenně vystavěla chrám sv. Jana Evangelisty a mauzoleum jako místo svého odpočinku. Zemřela však v Římě roku 450 a byla pohřbena pravděpodobně v Honoriově mauzoleu.
Mauzoleum Gally Placidie vzniklo jako kaple na půdorysu kostela sv. Kříže (Santa Croce), v němž byla dříve oratoř a nyní se v něm nacházejí tři sarkofágy. Sarkofág vpravo je připisován bratru Gally, císaři Honoriovi. Ten vlevo je připisován jejímu manželovi, císaři Constantiovi III. a jejímu synovi Valentinianovi III. Předpokládalo se, že největší sarkofág obsahuje ostatky samotné Gally Placidie. Její nabalzamované tělo v něm bylo údajně uloženo v sedící poloze, oděné císařským pláštěm a viditelné průzorem. V roce 1577 však obsah sarkofágu nešťastnou náhodou shořel, když do něj děti vložily zapálenou louč.
Kaple byla původně zasvěcena sv. Vavřinci.

## Architektura a výzdoba
Mauzoleum má půdorys ve tvaru kříže (12,75 na 10,25 m) s centrální kupolí na pendentivech a valenými klenbami nad čtyřmi transepty (příčné lodě). Zvenčí je kupole uzavřena čtvercovou věží, která se tyčí nad sedlovými bočními křídly. Stavba z červených cihel s úzkými maltovými spárami je zdobena slepými arkádami.
Alabastrovými okenními výplněmi proniká dovnitř tajemně nazlátlé světlo. Spodní část interiéru je vyplněna mramorovými deskami, ale horní část – stěny, klenba, lunety i výplně jsou cele pokryty nádhernými mozaikami, jejichž ústředním tématem je Kristovo vítězství nad smrtí a věčný život.

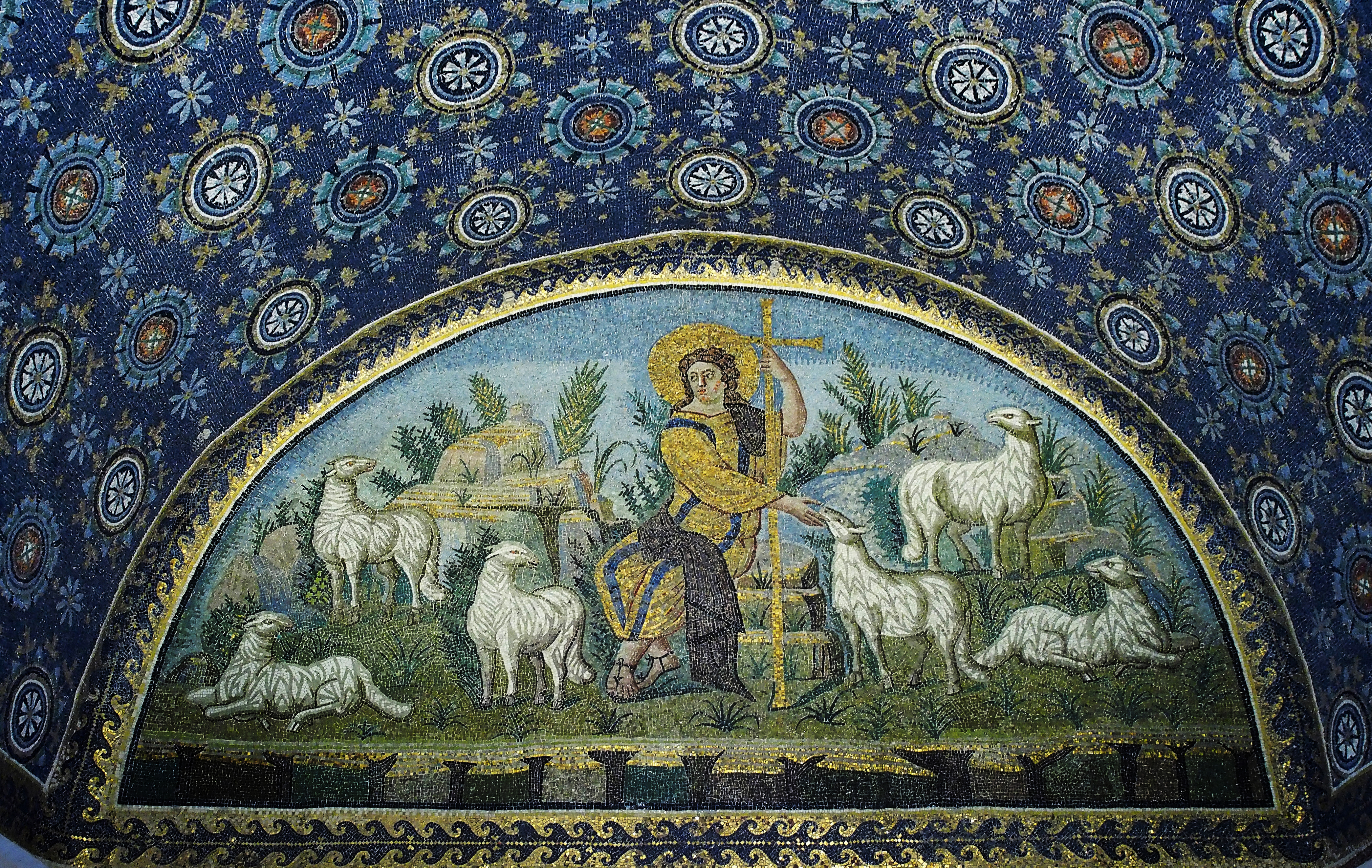
Mozaika Dobrý pastýř – mauzoleum Gally Placidie

Centrální kupole se zlatým křížem vprostřed asi osmi set zlatých hvězd na tmavě modrém pozadí má v rozích vyobrazení symbolů čtyř svatých evangelistů: Jan – orel, Lukáš – okřídlený býk, Marek – okřídlený lev, Matouš – anděl jako živých bytostí z knihy Zjevení 4,6n. Kupole je lemovaná čtyřmi lunetami. Další tři lunety se nachází na konci ramen. Ve čtyřech lunetách pod kopulí, mezi oblouky vycházejícími ze čtyř středových pilířů a oblouky pendentivů nad nimi jsou mozaiky, z nichž každá zobrazuje dva apoštoly s pravou rukou zdviženou v aklamaci, která pravděpodobně směřuje k mužskému světci na mozaice v jižním transeptu. Jednu z dvojic představuje sv. Petr s klíčem a druhou osobou je sv. Pavel. Holubice dole mezi apoštoly symbolizuje lidskou duši. Neidentifikované postavy bíle oděných mučedníků zdobí lunety východní a západní příčné lodi.

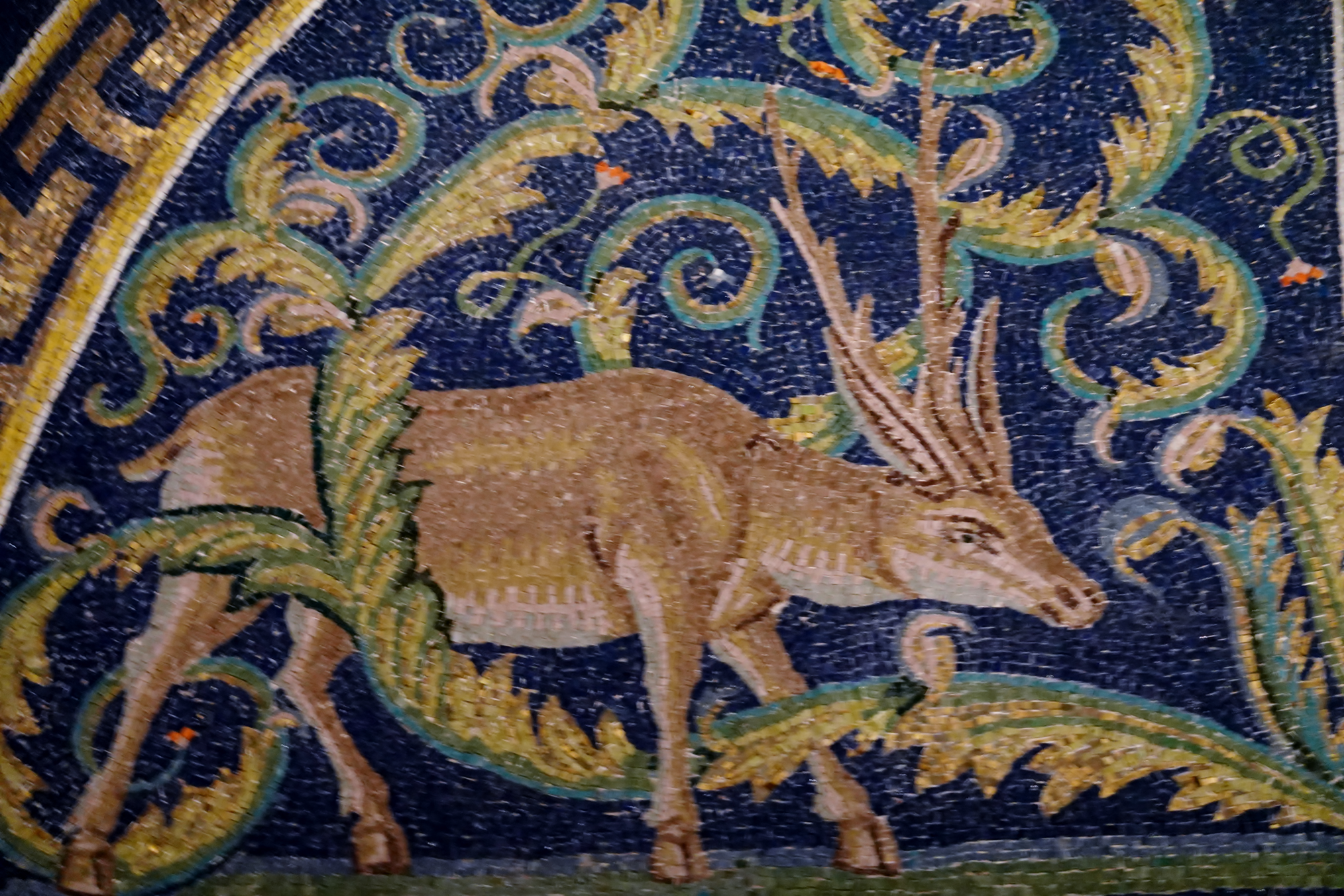
Mozaiková výzdoba – jelen

Nad vstupním portálem je mozaika znázorňující Krista jako Dobrého pastýře mezi svým stádem. Pastýř je Kristus – J 10, 11-17 (Kral, ČEP), Lk 15, 4-7 (Kral, ČEP). Bezvousá postava pastýře je oděná v císařském oděvu z purpuru a zlata a s křížovou holí místo obvyklé pastýřské hole, která symbolizuje absolutní nadvládu nad stvořeným světem.
Na protější lunetě je vyobrazen sv. Vavřinec s roštem, velkým křížem a knihou Starého zákona. V lunetě západního ramene je na mozaice vyobrazen jelen, který se blíží k prameni, a ilustruje druhý verš žalmu 42: "Jako laň dychtí po bystré vodě, tak dychtí duše má po tobě, Bože!"
Oblouky, klenby a výklenky zdobí girlandy květin a ovoce.

## Galerie

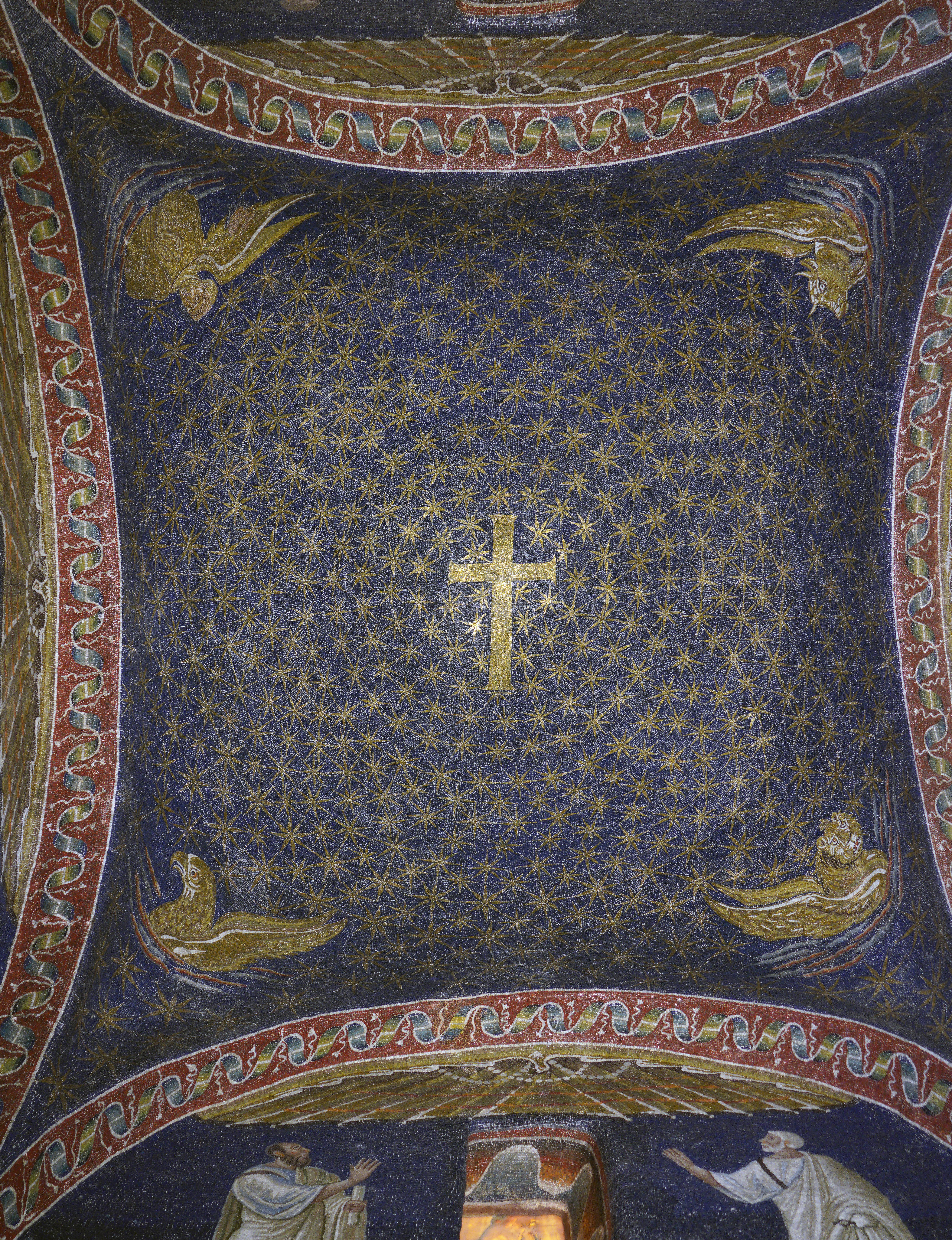
Kupole se zlatým křížem – detail
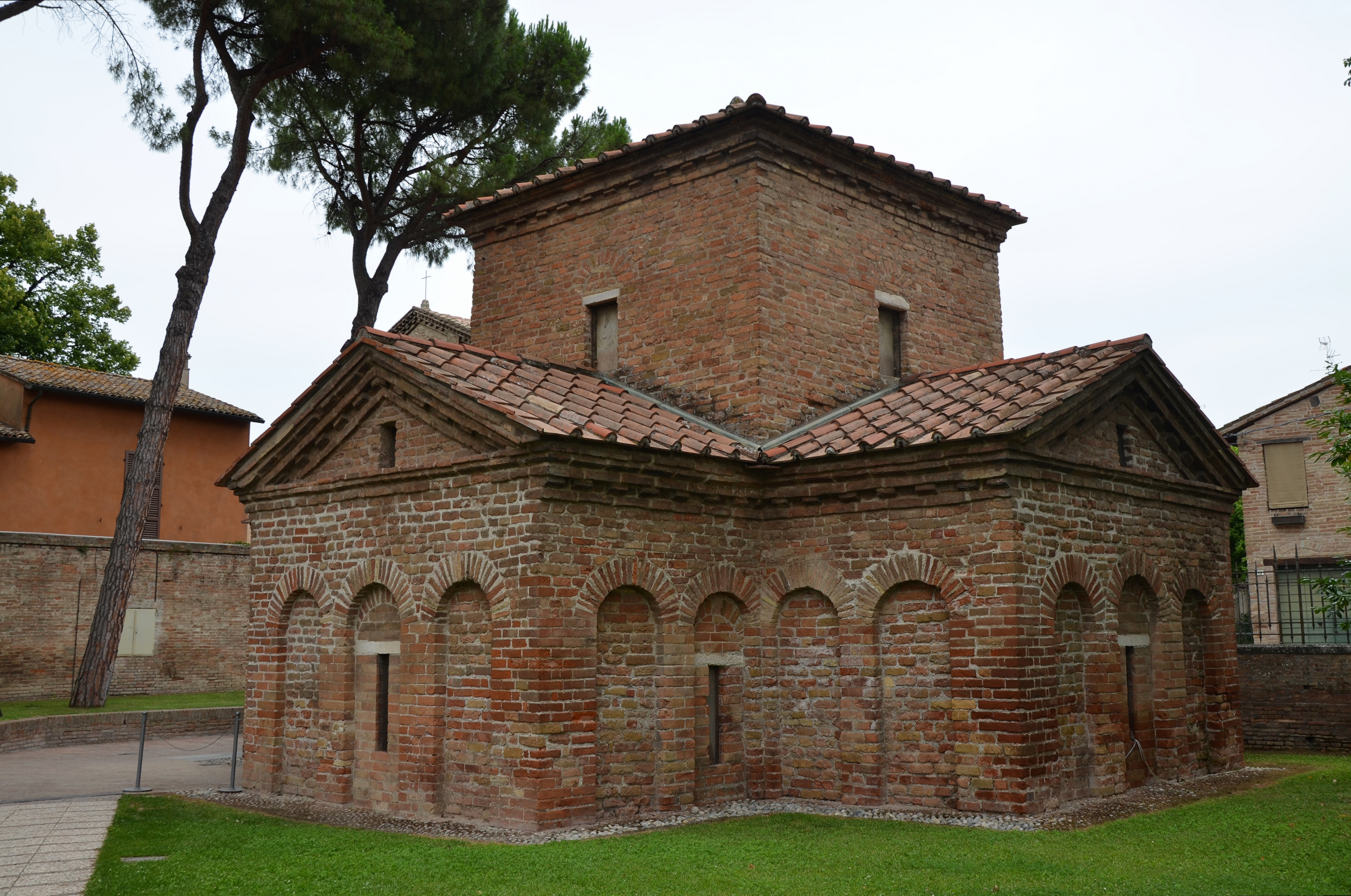
Mauzoleum Gally Placidie, Ravenna
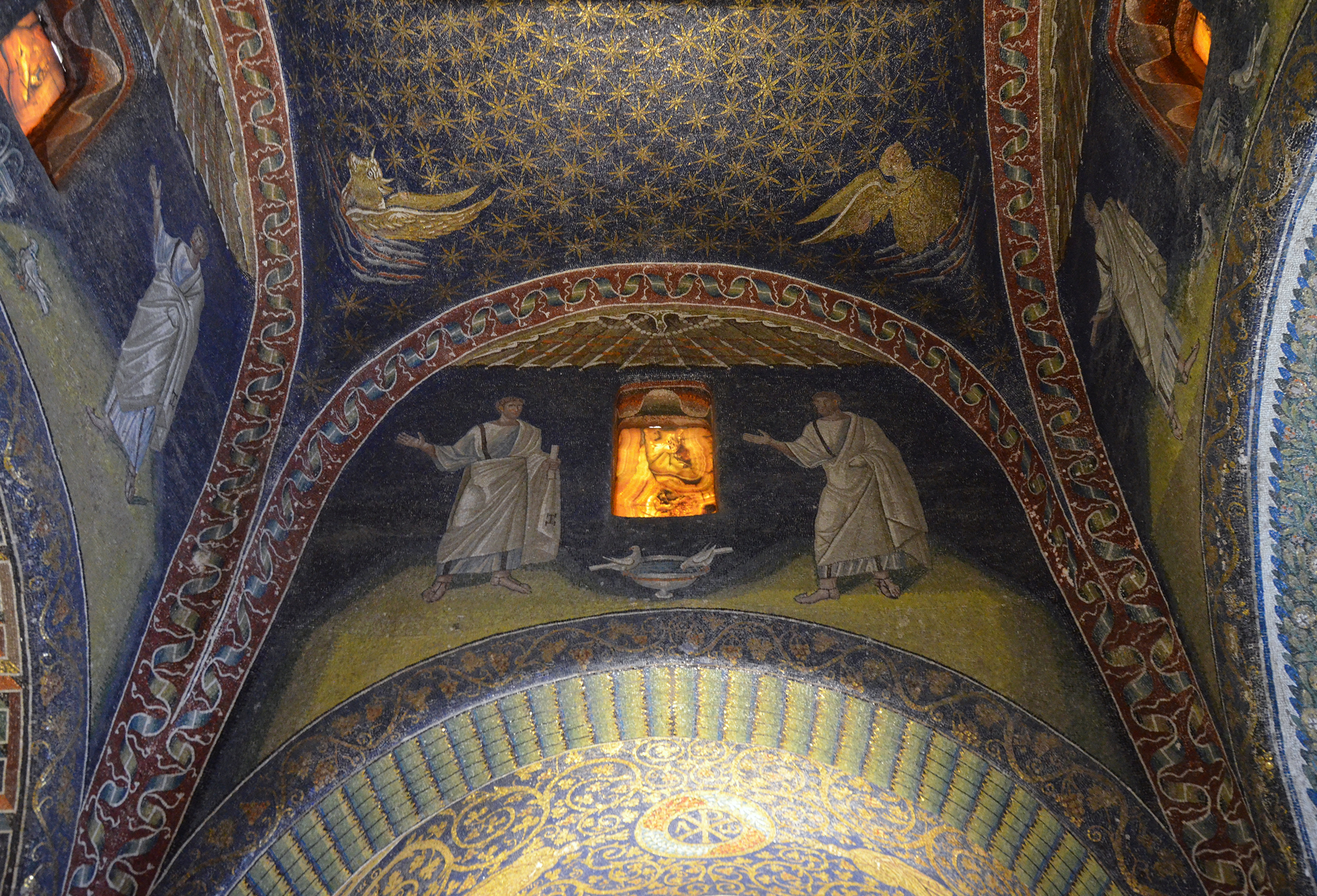
Mauzoleum Gally Placidie, Ravenna
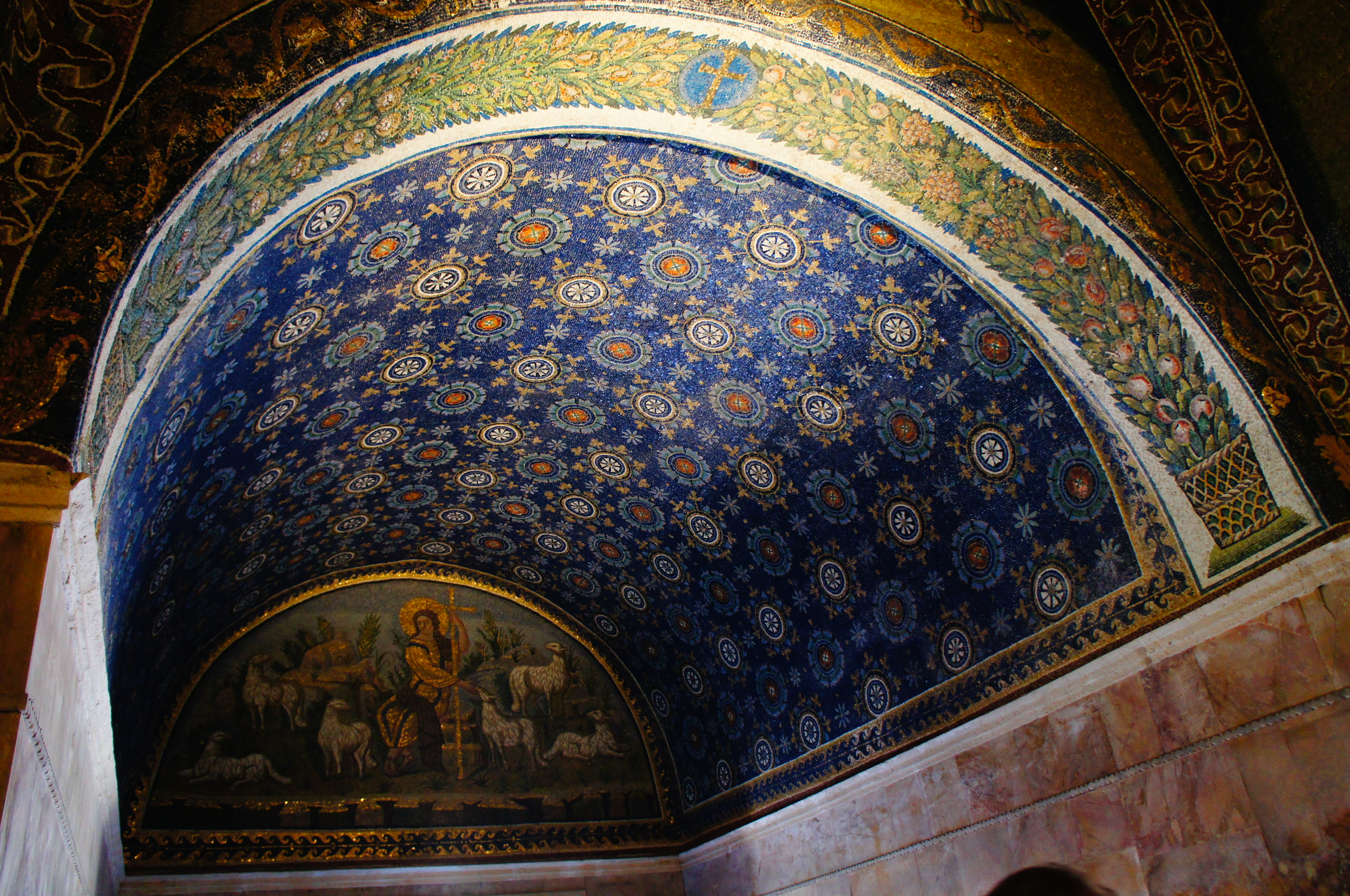
Mauzoleum Gally Placidie, Ravenna
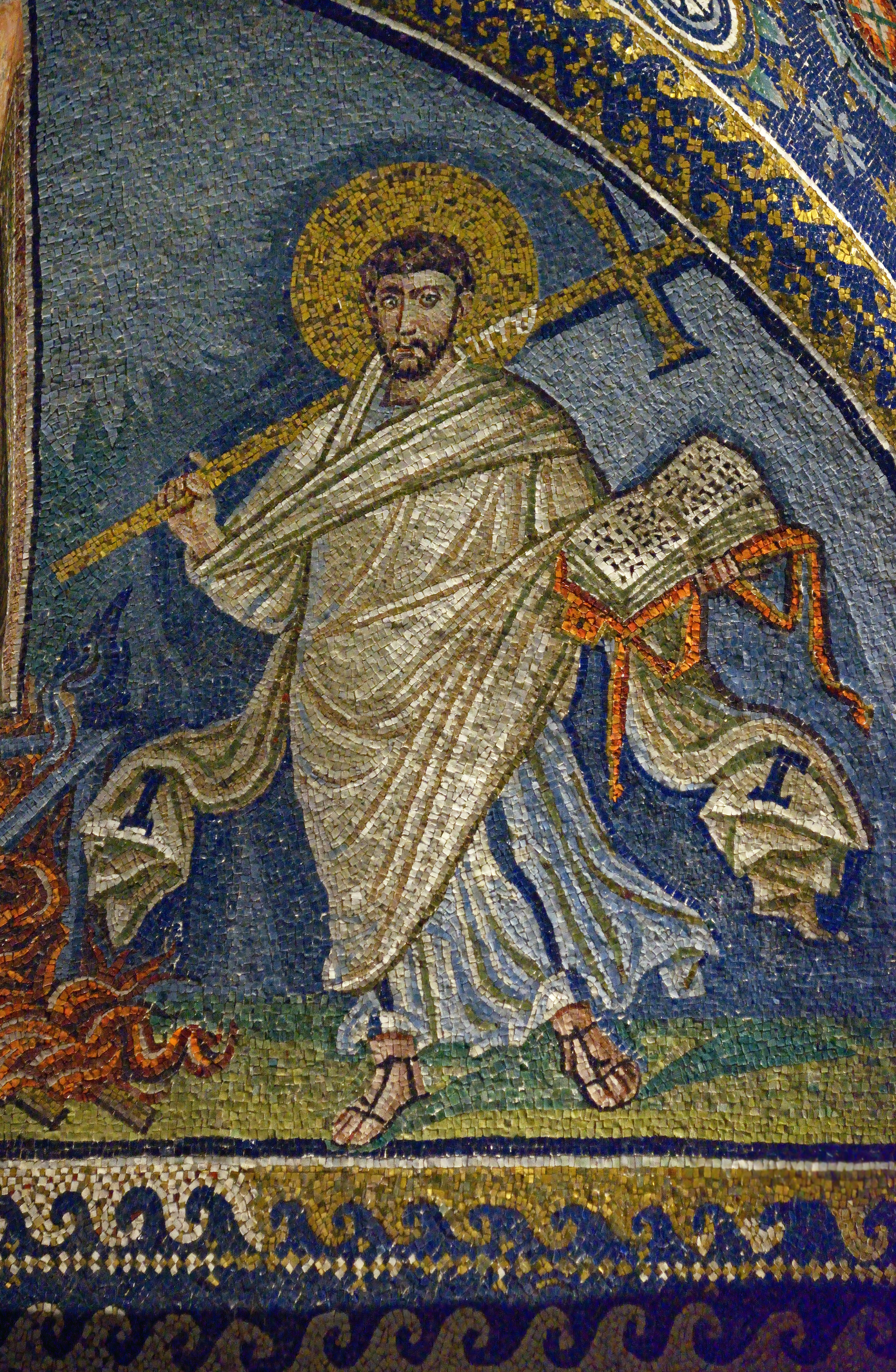
Sv. Vavřinec, mozaika – mauzoleum Gally Placidie, Ravenna
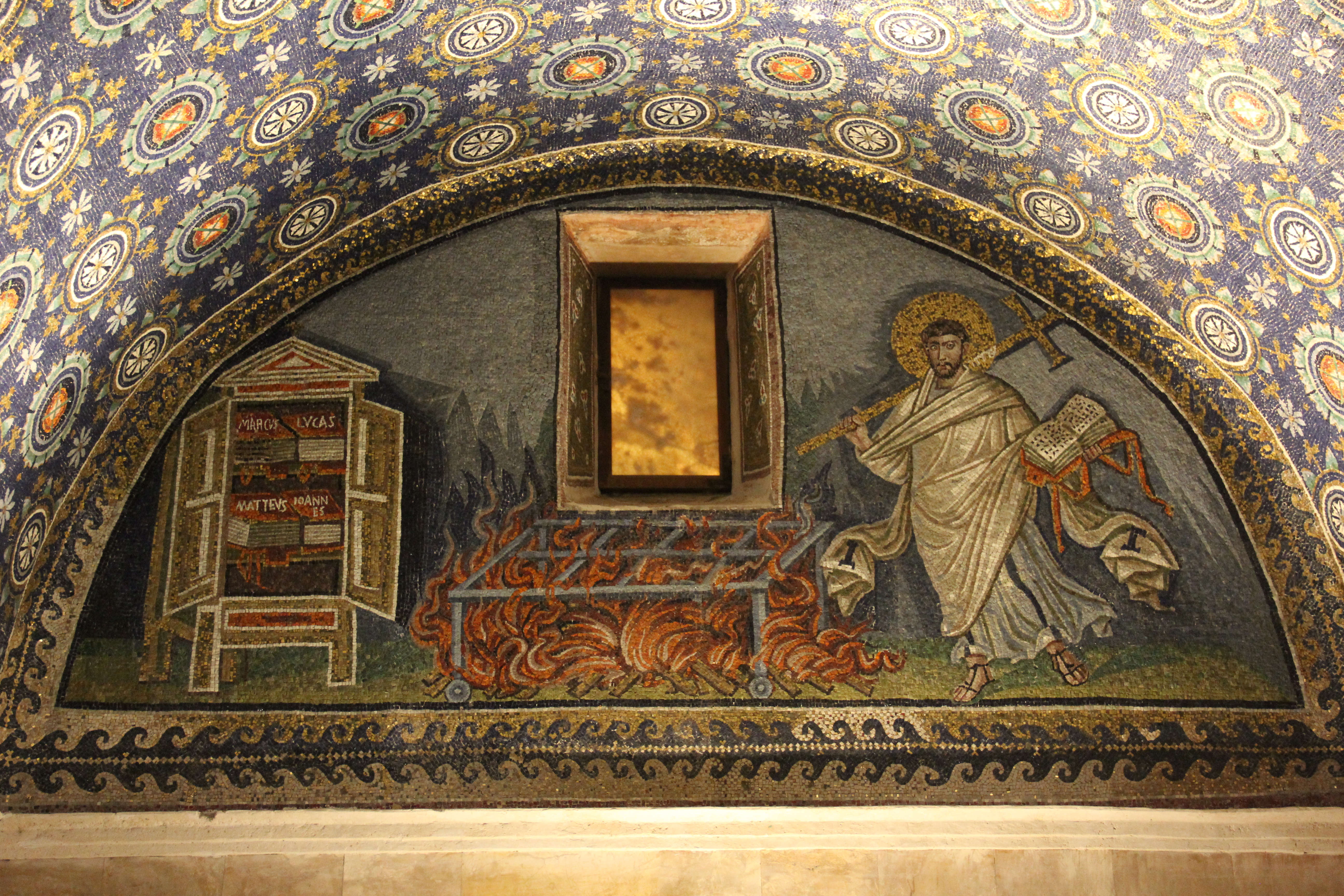
Sv. Vavřinec, mozaika, mauzoleum Gally Placidie, Ravenna
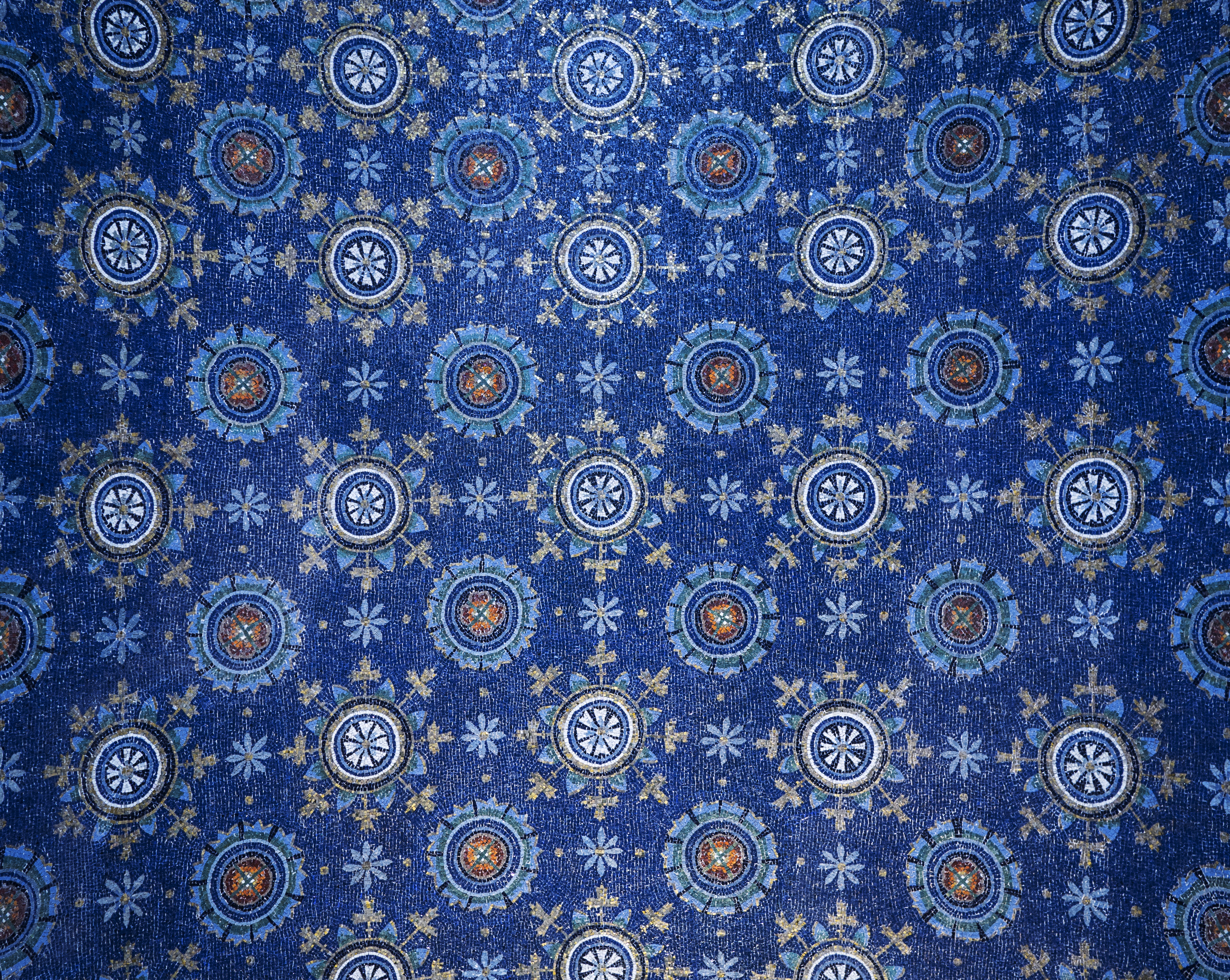
Mozaika, mauzoleum Gally Placidie, Ravenna
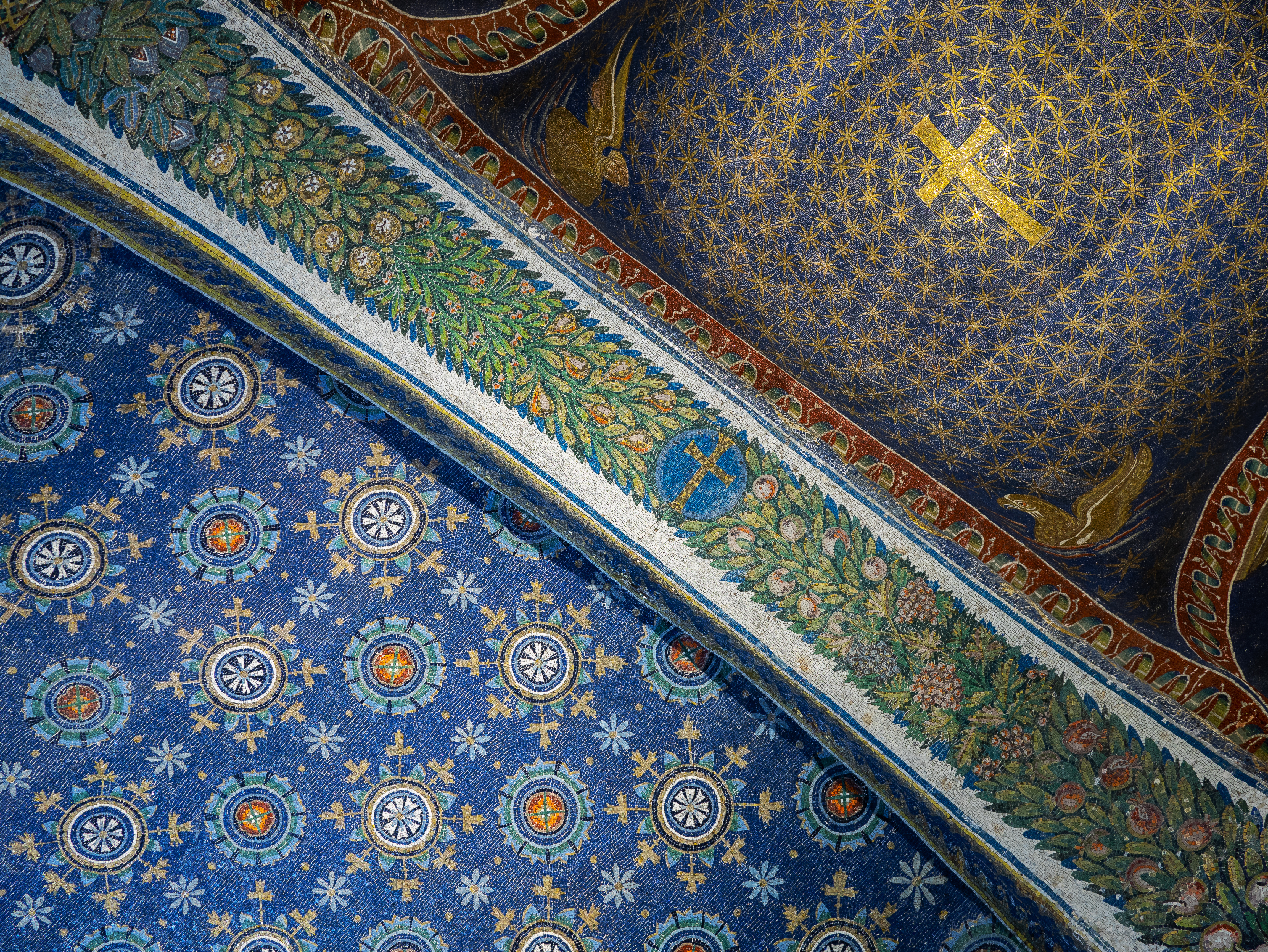
Mozaiky, mauzoleum Gally Placidie, Ravenna
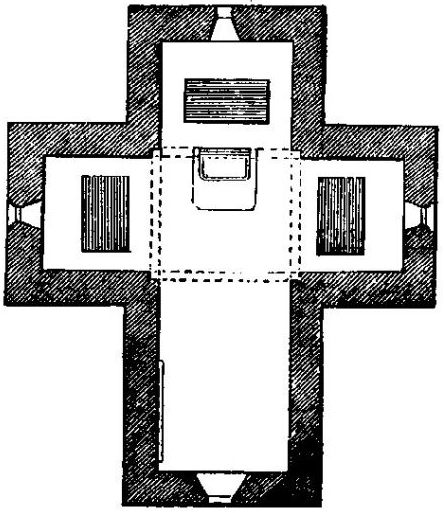
Mauzoleum Gally Placidie, Ravenna – půdorys
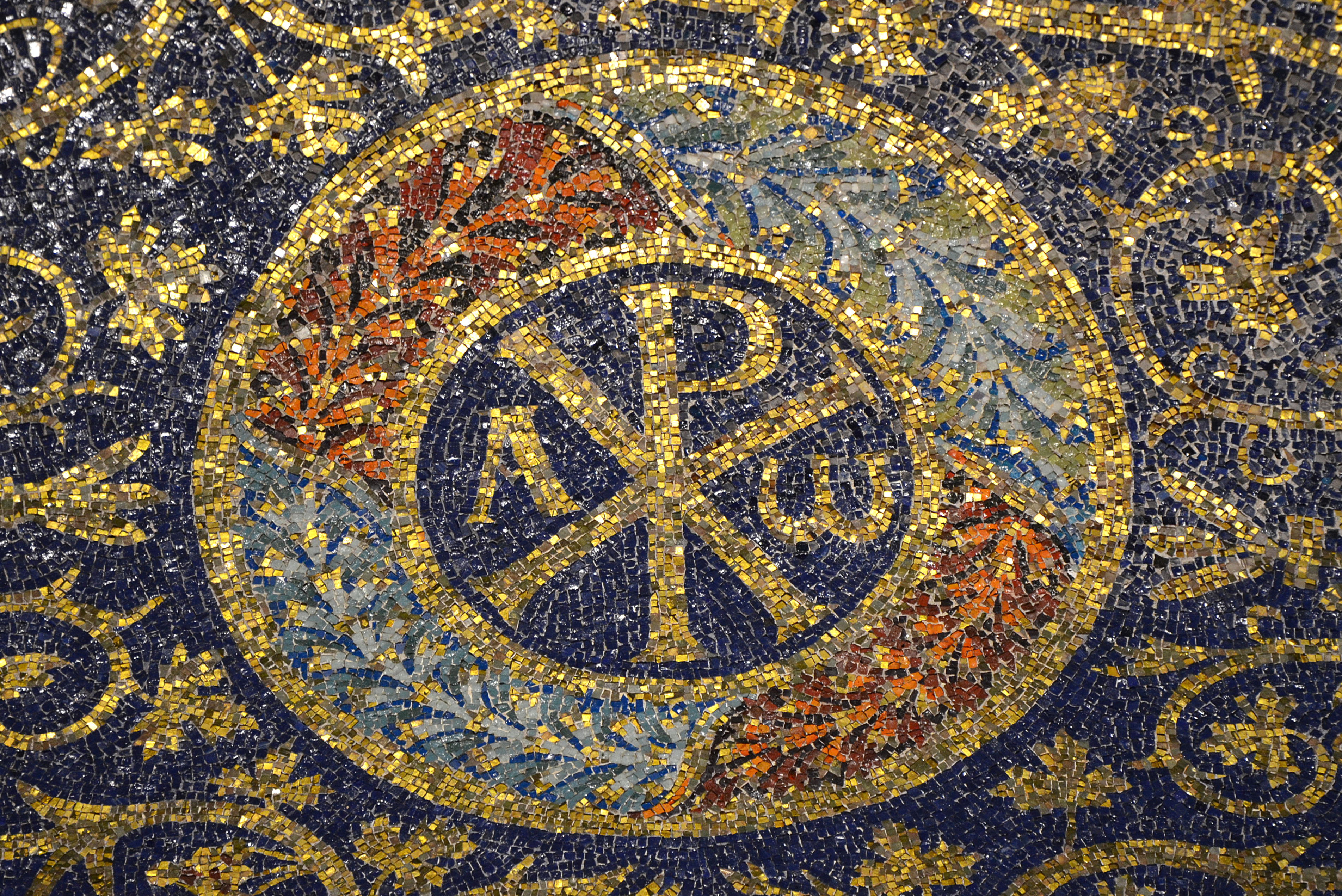
Chí-ró mozaika ve věnci vítěze Zj 2, 10 (Kral, ČEP) s písmeny Alfa a Omega.
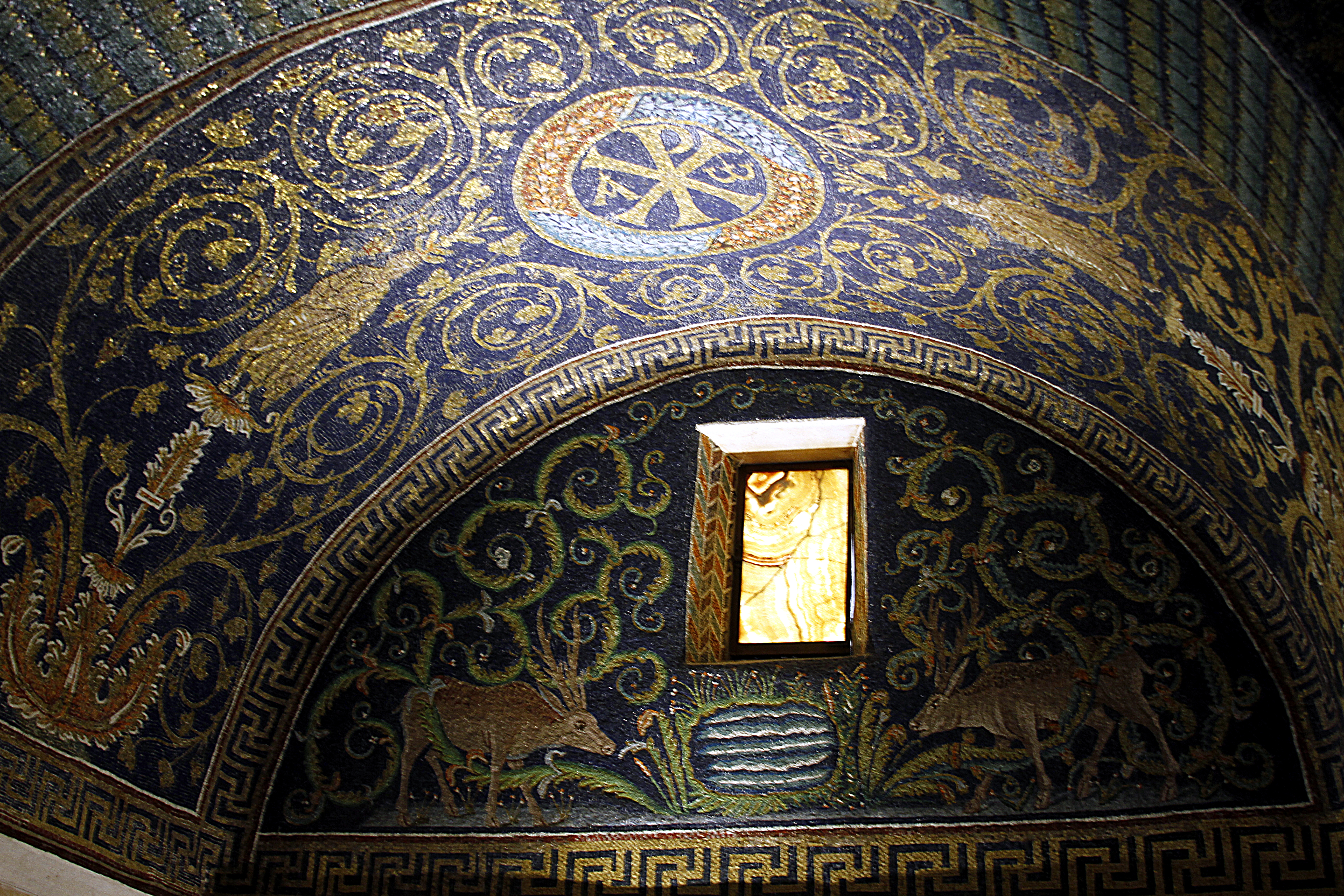
Umučení jelenů – mauzoleum Gally Placidie, Ravenna
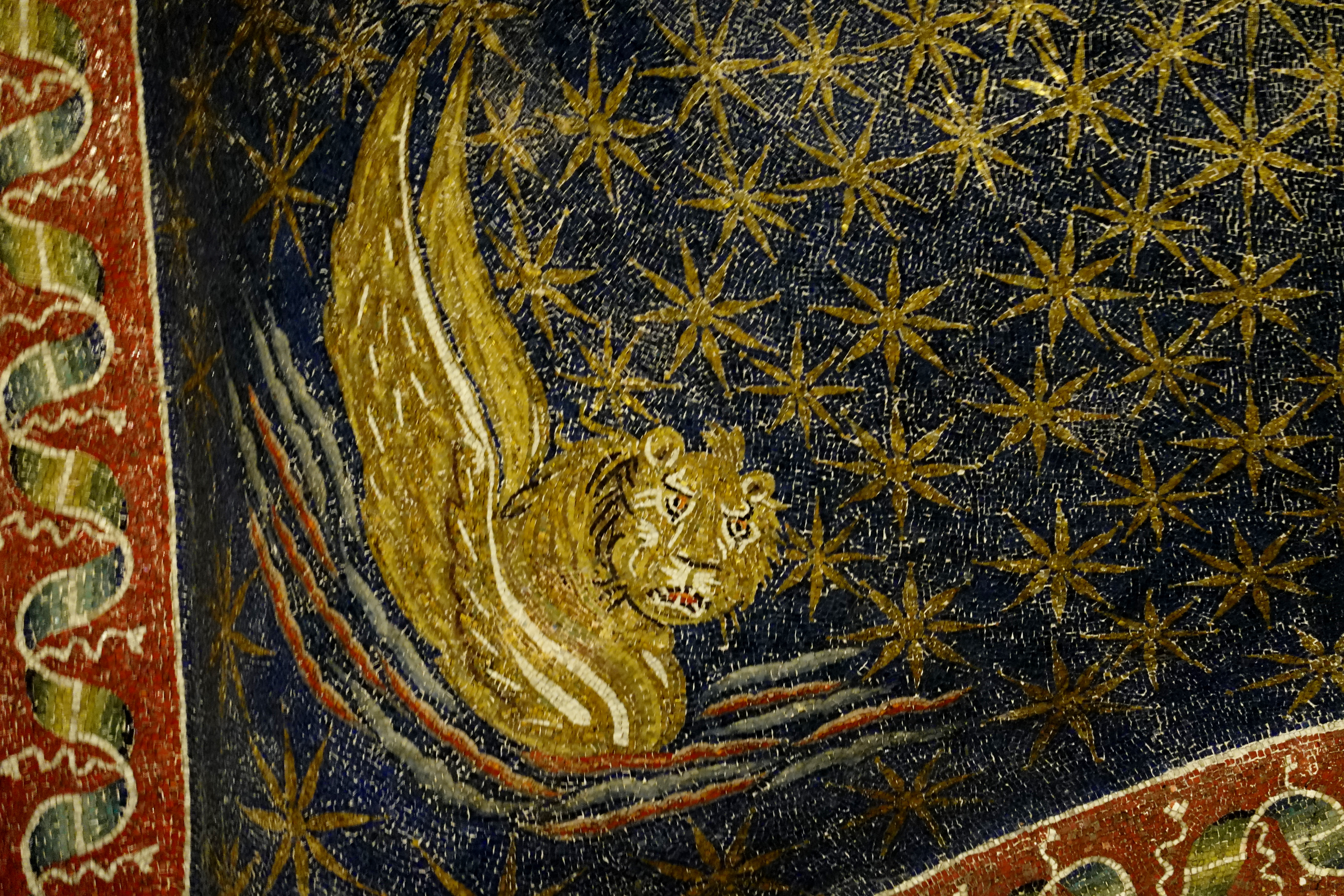
Mauzoleum Gally Placidie – okřídlený lev
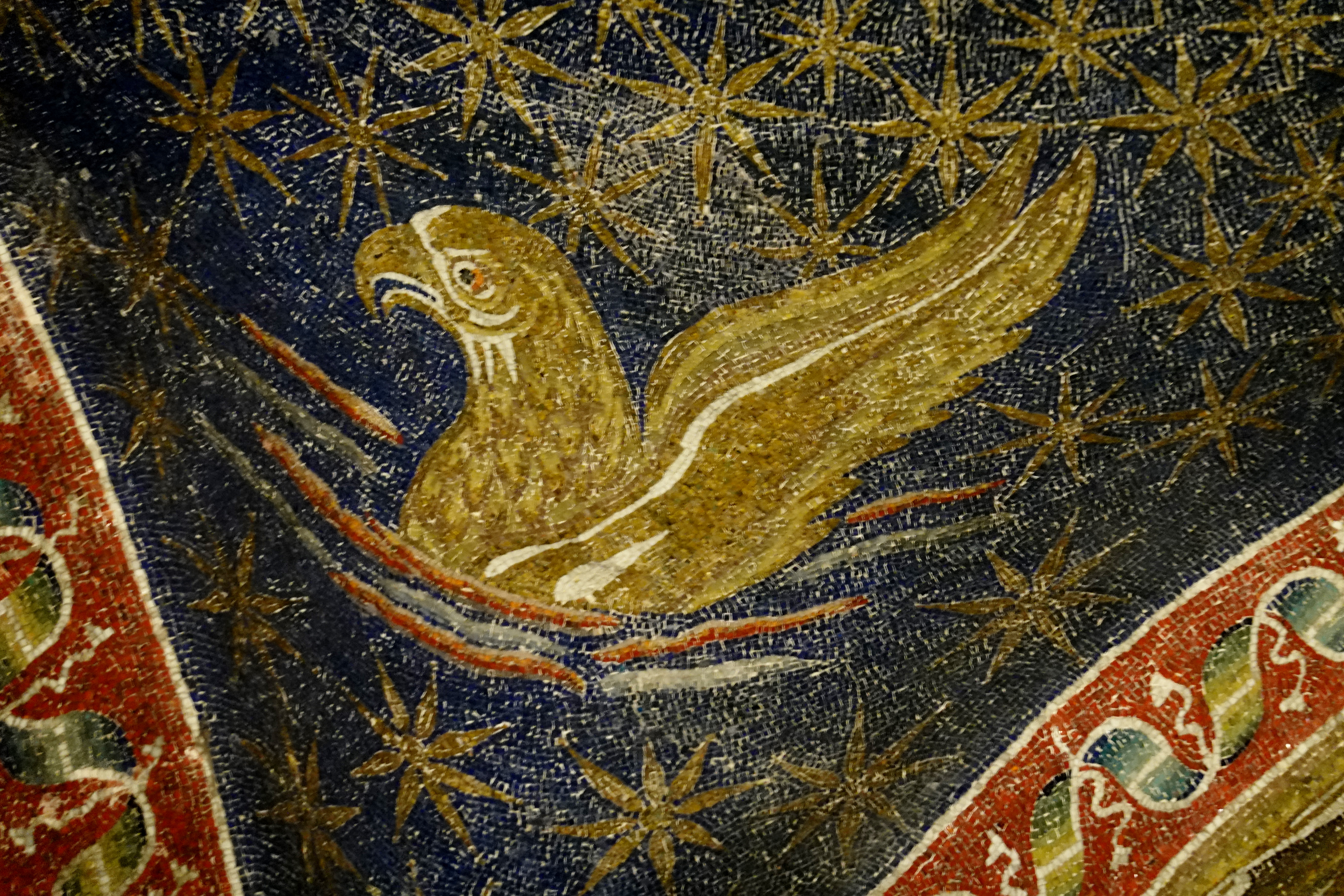
Mauzoleum Gally Placidie – orel
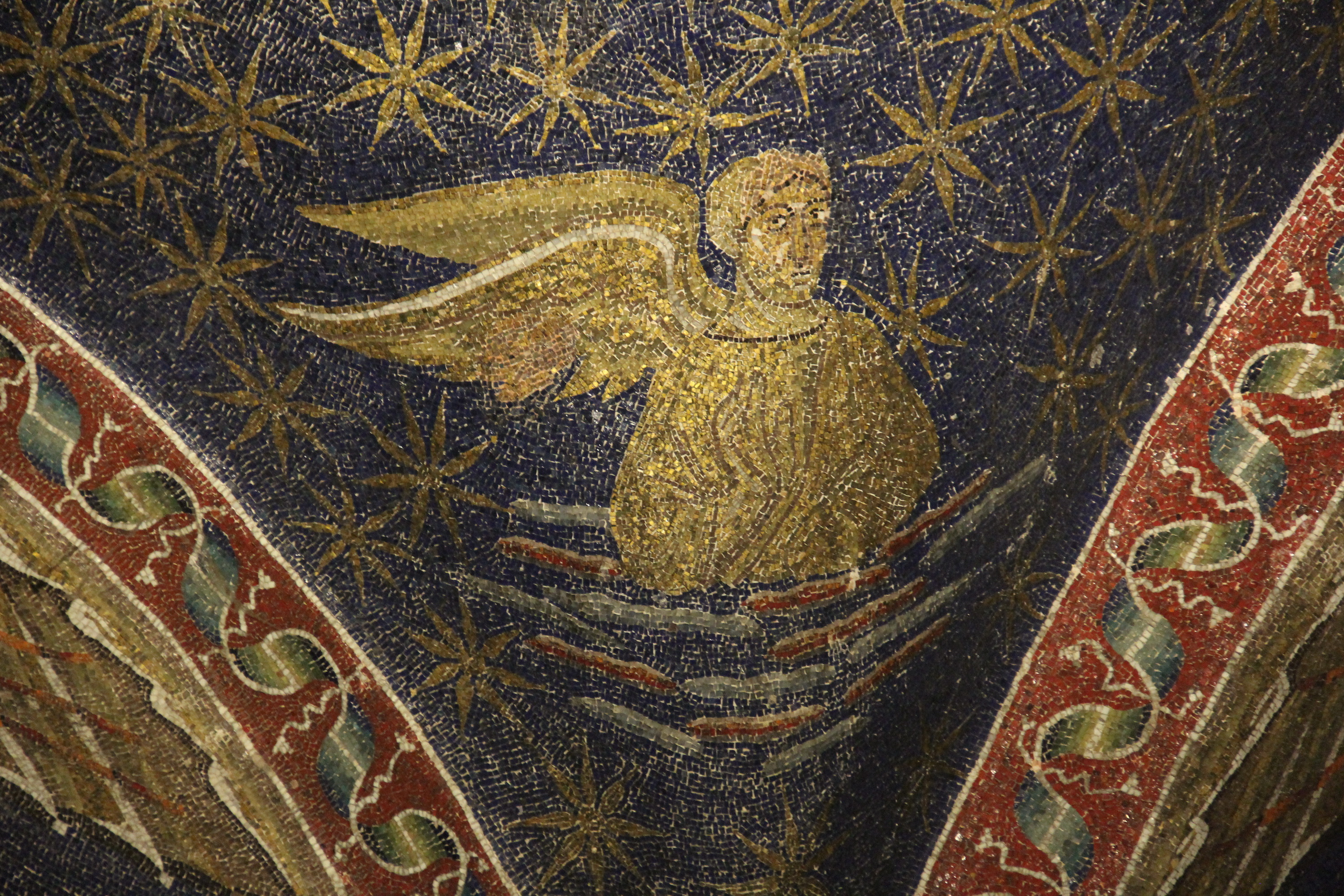
Mauzoleum Gally Placidie, Ravenna – anděl
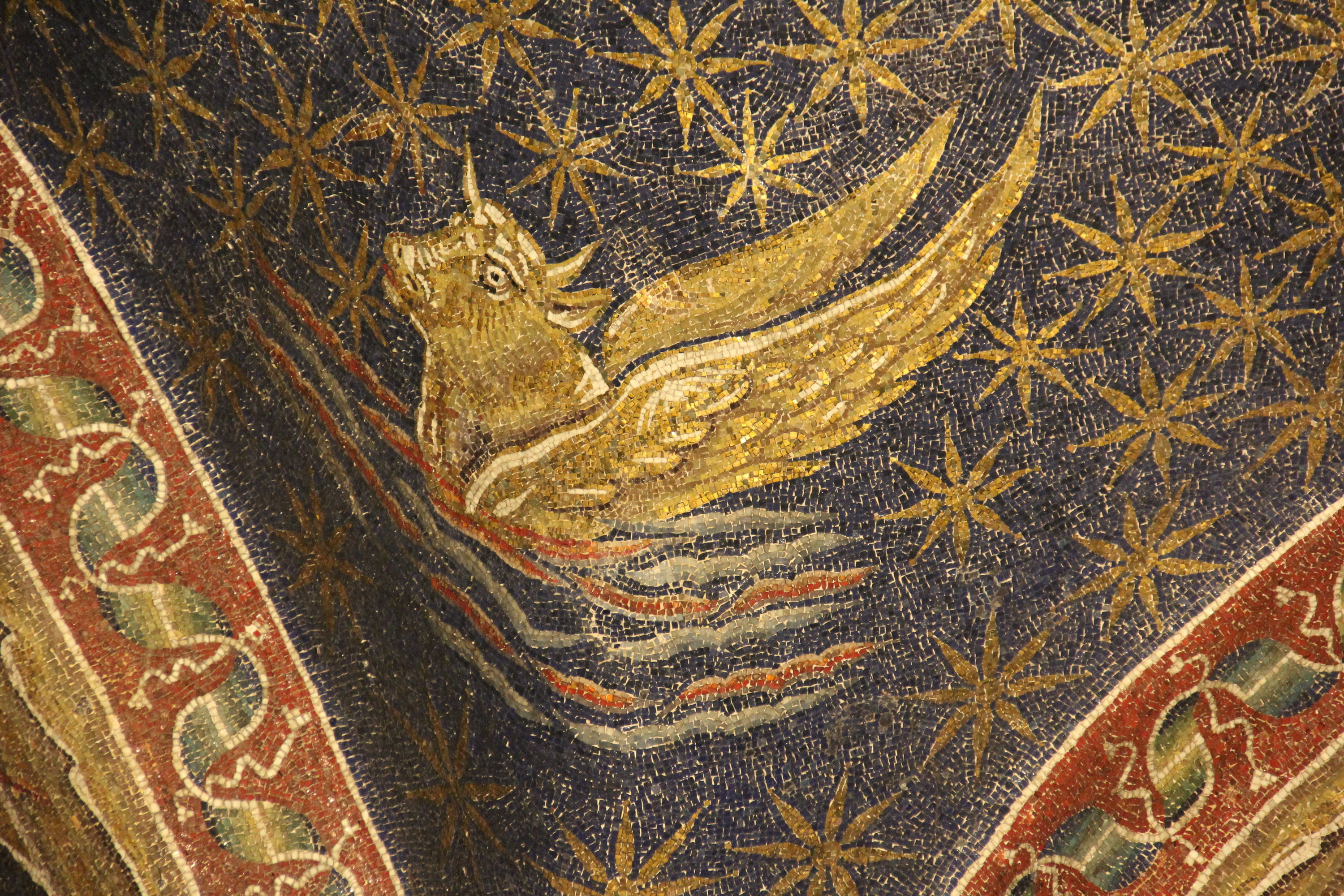
Mauzoleum Gally Placidie, Ravenna – okřídlený býk
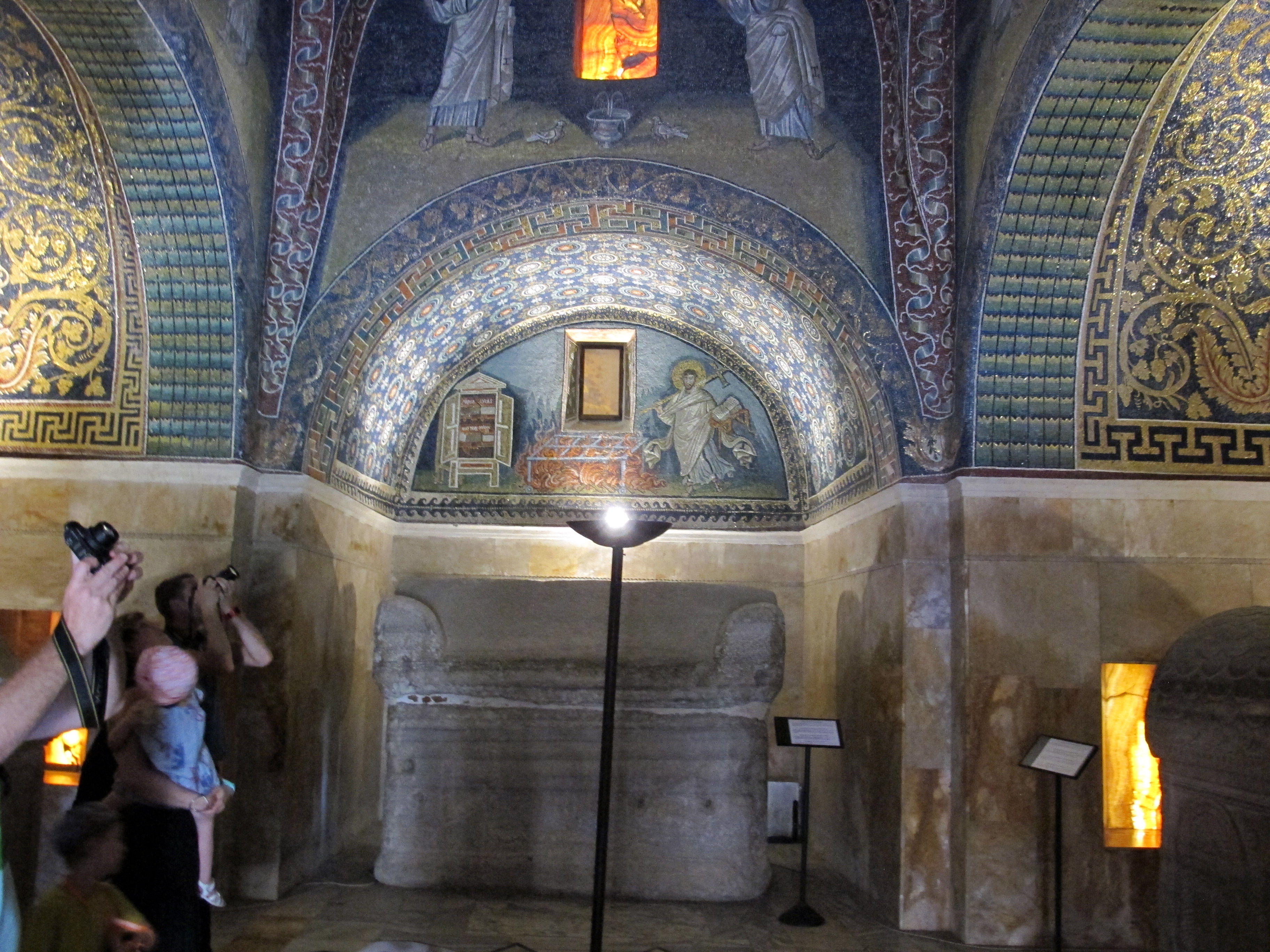
Mauzoleum Gally Placidie – sarkofág
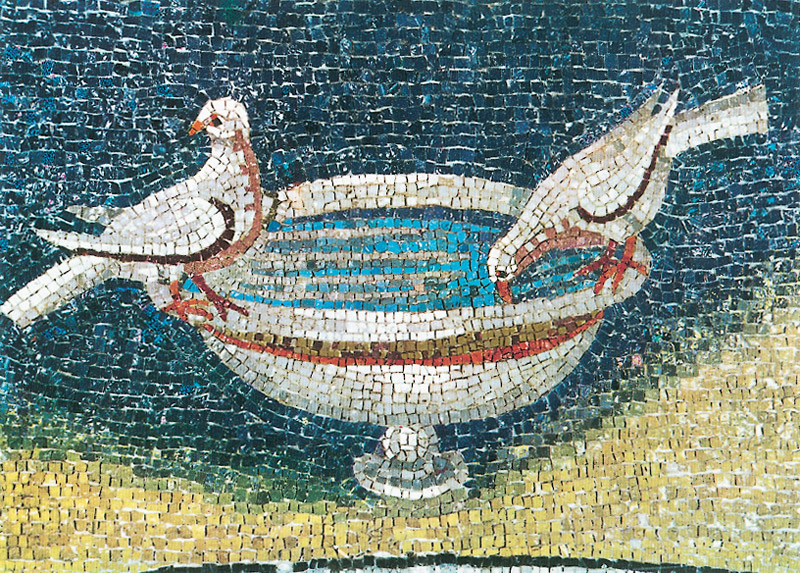
Mauzoleum Gally Placidie, Ravenna – holubice
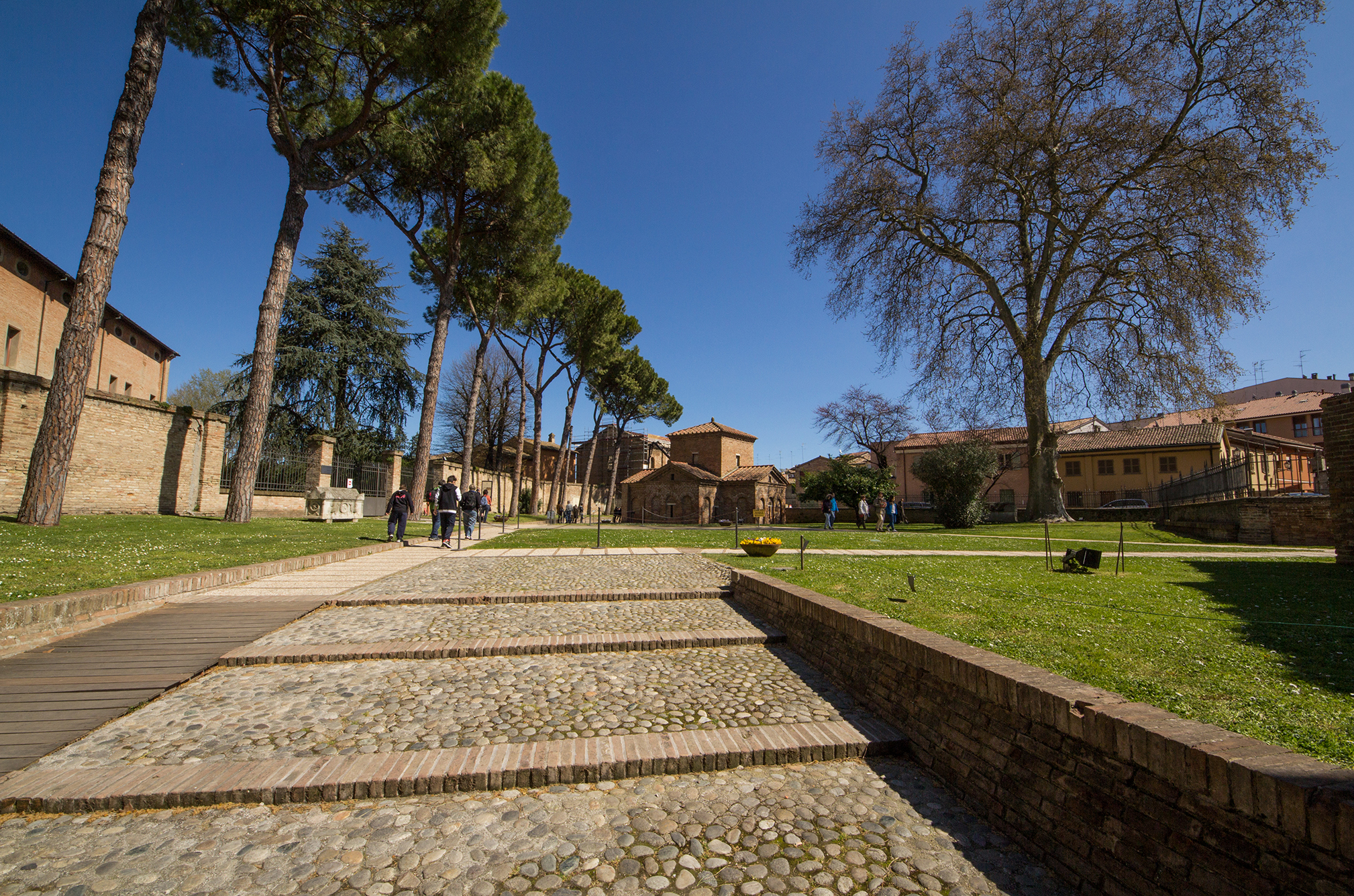
Mauzoleum Gally Placidie, Ravenna

### Související stránky
- Architektura starověkého Říma